# Sphaeroparia violantennae
Sphaeroparia violantennae är en mångfotingart som beskrevs av Jean-Paul Mauriès och Armin Heymer 1996. Sphaeroparia violantennae ingår i släktet Sphaeroparia och familjen Fuhrmannodesmidae. Inga underarter finns listade i Catalogue of Life.